# L'uomo in fuga
L'uomo in fuga (The Running Man) è un romanzo di fantascienza scritto da Stephen King e pubblicato con lo pseudonimo di Richard Bachman nel 1982.
In Italia il romanzo venne pubblicato per la prima volta il 22 gennaio 1984 nella collana fantascientifica Urania (n. 962), ma sono state numerose le successive ristampe.
Nel 1987 dal libro è stato liberamente tratto un film, L'implacabile, con protagonista Arnold Schwarzenegger. Nel 2025 uscirà un nuovo film, che sarà una versione più fedele del libro di King, diretta da Edgar Wright e con Glen Powell come protagonista.
Il romanzo è strutturato in 101 capitoli intitolati, come un conto alla rovescia, da "Meno 100..." a "... 000".

## Trama
Il romanzo è ambientato nel XXI secolo, nel 2025, teatro di una vita da incubo in cui la televisione tridimensionale domina totalmente la mente e le funzioni umane.
Secondo il testo, a quel tempo è obbligatorio possedere una tivù in ogni casa, anche se è ancora concesso spegnerla (in questo più ottimista di 1984 di George Orwell: ogni abitante deve avere uno schermo e non può spegnerlo).
I giochi televisivi sono agghiaccianti: devono esserlo per distrarre la gente dall'orrore della realtà, una realtà che è difficile dimenticare e dalla quale solo il superficiale sfarzo dello show può temporaneamente salvare. Al posto di film e telefilm, in cui tutto era "finto" e i protagonisti erano attori che recitavano una parte, ora la TV trasmette vicende reali.
Il protagonista, Ben Richards, ha bisogno di soldi per la figlia Cathy, affetta da polmonite. Non volendo che la moglie Sheila continui a prostituirsi per pagare le bollette, Richards si presenta alla Games Federation, casa di produzione di molte gare violente in TV. I partecipanti vincono soldi se sopravvivono ai "giochi" in cui vengono coinvolti, ad esempio un cardiopatico dovrà rispondere a una serie di domande mentre corre su un cilindro rotante ("il Macinadollari"). Dopo rigorosi test, fisici e mentali, Richards è selezionato per il più importante di questi giochi, L'uomo in fuga.
Per giocare, Richards è dichiarato nemico dello Stato e quindi rilasciato. Gli sono concesse 12 ore di vantaggio prima che un gruppo di persone chiamato "i cacciatori" (una sorta di addestratissimo corpo di polizia) inizi a cercarlo per ucciderlo. I partecipanti guadagnano 100 dollari per ogni ora in cui sopravvivono, 500 per ogni poliziotto che uccidono, ed un miliardo di dollari se riescono a sopravvivere per l'intero mese (cosa cui nessuno si è mai neppure avvicinato). Ma il gioco non è limitato solo a questi giocatori — la TV paga i cittadini d'America per segnalazioni del fuggitivo, o per informazioni che portino direttamente alla sua fine. Il "fuggitivo" può andare ovunque nel mondo, se riesce a viaggiare in modo anonimo. Ogni giorno il corridore deve girare due brevi filmati che deve spedire allo show. Se non lo fa, l'erogazione del premio viene interrotta. Qui si nasconde il fallimento dei precedenti partecipanti: nonostante il presentatore giuri il contrario, non appena una cassetta viene ricevuta, i cacciatori sanno immediatamente (dal bollo postale) la posizione approssimativa del fuggitivo. Appena viene catturato, il partecipante viene ucciso in diretta TV. Generalmente, ci sono due giocatori rilasciati contemporaneamente, una riserva in caso che il primo venga ucciso troppo presto.
Richards riesce ad evitare i cacciatori per più di nove giorni, viaggiando da New York a Boston, fino a raggiungere Portland, nel Maine. Durante una violenta caccia, in cui Richards viene ferito, prende un ostaggio, Amelia Williams, come scudo fino all'aeroporto di Portland. Nonostante Amelia non conosca Richards e rifiuti di credere alla sua storia, lo aiuta a prolungare la sua sopravvivenza. Richards si ritrova in un faccia a faccia con il capo dei cacciatori, Evan McCone, e, tentando di ottenere un aereo, dichiara di avere addosso molto esplosivo.
Richards si imbarca, portando Amelia e McCone con sé, ma in questo modo si tradisce e fa scoprire alla Rete (che lo spia con un congegno piazzato sull'aereo) che non possiede esplosivi. Divenuto il recordman di sopravvivenza, a Richards viene fatta una proposta: gli viene offerto il posto di Capo Cacciatore, quello di Evan McCone. Ma altre novità lo aspettano. Poco dopo aver iniziato il gioco, Sheila e Cathy sono state assassinate (si suppone a opera di alcuni clienti violenti della donna). Dopo lo shock iniziale, e con l'assicurazione che il suo nuovo ruolo lo aiuterà a vendicarsi degli assassini, Richards accetta.
Ma ha una crisi di coscienza. Non volendo diventare uno degli uomini che ha iniziato ad odiare, Richards uccide quasi tutti sull'aereo, ferendosi mortalmente durante la lotta. Dà un paracadute ad Amelia e la fa lanciare prima che l'aereo si schianti sul Quartier Generale della Federazione.

## Genesi dell'opera
Nell'introduzione, King dichiara di aver scritto il libro nell'arco di 72 ore.
Nel saggio On writing: Autobiografia di un mestiere (2000) afferma di averlo scritto in una settimana.

## Edizioni
- Stephen King, The Running Man, 1982.
- Stephen King, L'uomo in fuga, traduzione di Delio Zinoni, Oscar narrativa, Arnoldo Mondadori Editore, 1989,  p. 191, ISBN 88-04-31992-5.
- Stephen King, L'uomo in fuga, traduzione di Delio Zinoni, Sperling & Kupfer, 1989,  p. 240, ISBN 88-200-2250-8.